# Caber toss

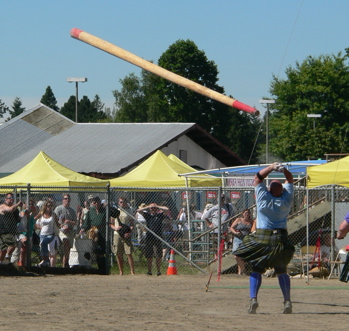
Caber toss

Caber toss – tradycyjna szkocka konkurencja sportowa rozgrywana podczas Highland games.
Konkurencja ta polega na utrzymaniu pionowo, a następnie rzuceniu długiego pala lub kłody. Zawodnik trzyma pal za węższy koniec i balansuje nim, żeby nie upadł. Następnie biegnie do przodu i wyrzuca pal tak, aby obrócił się o 180º i szerszy koniec upadł na ziemię pierwszy. Dodatkowo węższy koniec, który początkowo trzymał atleta, powinien upaść jak najbliżej godziny 12:00, mierzonej względem kierunku biegu.